# Friedhofskapelle (Dittigheim)

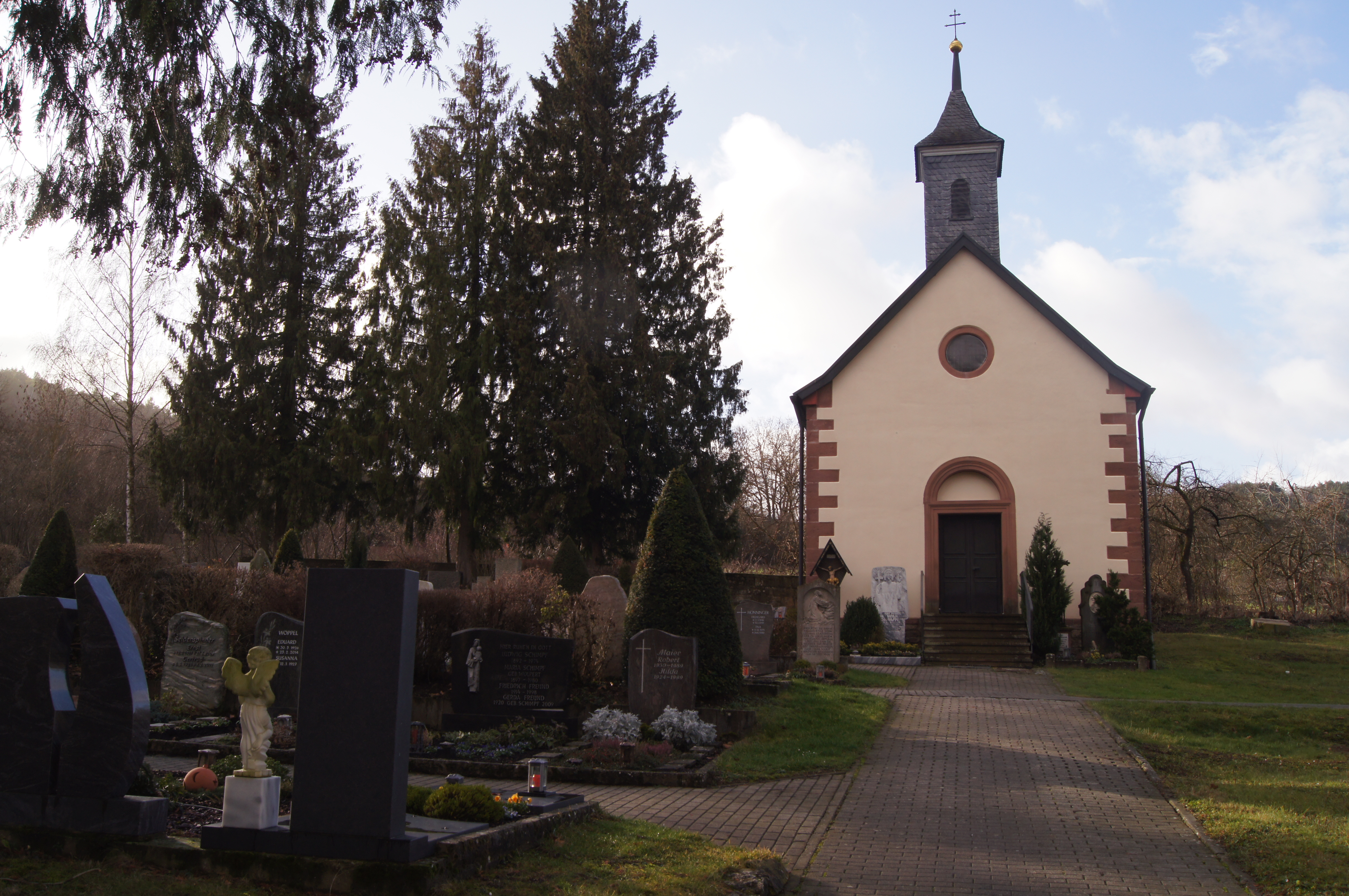
Die Friedhofskapelle in Dittigheim

Die römisch-katholische Friedhofskapelle in Dittigheim, einem Stadtteil von Tauberbischofsheim im Main-Tauber-Kreis, wurde in der Mitte des 19. Jahrhunderts errichtet.

## Geschichte
Die Dittigheimer Friedhofskapelle wurde im Jahre 1854 von Pfarrer Franz Xaver Kleinhans errichtet. Franz Xaver Kleinhans war von 1834 bis 1871 Pfarrer in Dittigheim. Seitlich des Kapelleneingangs befindet sich sein Grab zusammen mit denen von vier weiteren Priestern des Ortes. In den Jahren 1977/78 wurde eine Außenwandsanierung sowie eine Dachsanierung durchgeführt. Im Jahre 2004 erfolgte eine Innenrenovierung sowie eine nachträgliche Tiefengründung mit Kleinbohrpfählen, nachdem große Rissen im Innern der Kapelle auftraten.
Die Friedhofskapelle gehört heute zur Dittigheim Pfarrgemeinde St. Vitus der Seelsorgeeinheit Tauberbischofsheim, die dem Dekanat Tauberbischofsheim des Erzbistums Freiburg zugeordnet ist.

## Architektur und Ausstattung
Es handelt sich um einen schlichten und kleinen Saalbau mit eingezogener, halbrunder Apsis, einem Satteldach und einem Dachreiter über dem Eingangsgiebel als kleines Türmchen, in dem eine Glocke hängt. Der Außenbau wird vor allem durch rundbogige Öffnungen und eine regelmäßige Eckquaderung aus rotem Sandstein bestimmt. Die Kapelle befindet sich in der Klesbergstraße im Gewann Brunnenwiesen (Flurstücksnummer 0-7002) und steht als Teil der Sachgesamtheit Friedhof mit Friedhofsmauer und Friedhofskapelle unter Denkmalschutz. Die Kapelle wurde vom Heimatverein Dittigheim als Kleindenkmal Nr. 57 erfasst.